# Кубок Естонії з футболу 2014—2015
Кубок Естонії з футболу 2014–2015 — 25-й розіграш кубкового футбольного турніру в Естонії. Титул вперше здобув клуб Нимме Калью.

## Календар
| Раунд            | Матчі | Клуби    |
| ---------------- | ----- | -------- |
| Попередній раунд | 42    | 106 → 53 |
| 1/32 фіналу      | 32    | 64 → 32  |
| 1/16 фіналу      | 16    | 32 → 16  |
| 1/8 фіналу       | 8     | 16 → 8   |
| Чвертьфінали     | 4     | 8 → 4    |
| Півфінали        | 2     | 4 → 2    |
| Фінал            | 1     | 2 → 1    |

## 1/16 фіналу
| Команда 1             | Рахунок         | Команда 2               |
| --------------------- | --------------- | ----------------------- |
| 5 серпня 2014         |                 |                         |
| Локомотив (Йихві)     | 3:1             | Калев (Таллінн) III (5) |
| 6 серпня 2014         |                 |                         |
| Метрополь (4)         | 3:3 дч пен. 1:3 | Арарат (Таллінн) (3)    |
| Тааксі (5)            | 3:7             | Ківіилі Ірбіс (2)       |
| Інфонет II (3)        | 2:1             | Раквере Тарвас (2)      |
| 12 серпня 2014        |                 |                         |
| Виру (4)              | 0:11            | Інфонет                 |
| Флора II (2)          | 3:1             | Таммека (Тарту)         |
| Флора                 | 13:0            | Косе (5)                |
| 14 серпня 2014        |                 |                         |
| Тарту (5)             | 2:5             | Ретро (5)               |
| 17 серпня 2014        |                 |                         |
| Флора II (3)          | 2:3             | Віймсі Ігілійкур (5)    |
| 19 серпня 2014        |                 |                         |
| Табасалу Чарма (5)    | 2:11            | Таллінн Юлікоол (4)     |
| 26 серпня 2014        |                 |                         |
| Йигева Ноорус-96 (4)  | 0:1             | Калев (Таллінн) (5)     |
| 2 вересня 2014        |                 |                         |
| Левадія               | -:+             | Сауе Лаагрі (4)         |
| Дніпро (Таллінн) (4)  | 0:13            | Калев (Сілламяе)        |
| Кейла (4)             | 0:6             | Пайде                   |
| 3 вересня 2014        |                 |                         |
| Маарду Старбункер (3) | 5:1             | Ганвікс Тюрі (4)        |
| 1 жовтня 2014         |                 |                         |
| Нимме Калью           | 4:0             | Курессааре (2)          |

## 1/8 фіналу
| Команда 1             | Рахунок         | Команда 2         |
| --------------------- | --------------- | ----------------- |
| 24 вересня 2014       |                 |                   |
| Таллінн Юлікоол (4)   | 4:3 дч          | Ретро (5)         |
| 1 жовтня 2014         |                 |                   |
| Арарат (Таллінн) (3)  | 0:3             | Інфонет II (3)    |
| 11 жовтня 2014        |                 |                   |
| Калев (Таллінн) (5)   | 0:3             | Локомотив (Йихві) |
| Пайде                 | +:-             | Ківіилі Ірбіс (2) |
| Маарду Старбункер (3) | 0:4             | Нимме Калью       |
| 21 жовтня 2014        |                 |                   |
| Калев (Сілламяе)      | 0:0 дч пен. 4:2 | Інфонет           |
| Флора                 | 11:0            | Сауе Лаагрі (4)   |
| 22 жовтня 2014        |                 |                   |
| Віймсі Ігілійкур (5)  | 0:9             | Флора II (2)      |

## Чвертьфінали
| Команда 1           | Рахунок | Команда 2             |
| ------------------- | ------- | --------------------- |
| 28 квітня 2015      |         |                       |
| Пайде               | 3:0     | Інфонет II (2)        |
| Флора               | 2:1     | Калев (Сілламяе)      |
| 29 квітня 2015      |         |                       |
| Нимме Калью         | 5:3     | Локомотив (Йихві) (4) |
| Таллінн Юлікоол (4) | 3:5     | Флора II (2)          |

## Півфінали
| Команда 1      | Рахунок | Команда 2   |
| -------------- | ------- | ----------- |
| 12 травня 2015 |         |             |
| Флора II (2)   | 1:3     | Пайде       |
| 13 травня 2015 |         |             |
| Флора          | 1:2     | Нимме Калью |

## Фінал
| 30 травня 2015 15:30 (CET) |

| Пайде | 0:2      | Нимме Калью                   |
| ----- | -------- | ----------------------------- |
|       | Протокол | Дмитрієв 45+1' Кімбалоула 76' |

| А. Ле Кок Арена, Таллінн Глядачів: 2 441 Арбітр: Юрі Фрішер |